# Ann De Bie
Ann De Bie is een Belgische journaliste van de Vlaamse publieke omroep (VRT). Ze is vooral bekend door haar reportages in het buitenland.
De Bie studeerde geschiedenis aan de K.U.Leuven. Ze beëindigde deze studies cum laude. Daarnaast behaalde ze ook een postgraduaat Spaanse Studies aan de Universiteit van Salamanca. Ze werkte als gids voor Antwerpen '93, in het Jubelparkmuseum, het Paleis voor Schone Kunsten Brussel en het Koninklijk Museum voor Schone Kunsten in Antwerpen. Daarnaast heeft ze kort les gegeven in het middelbaar onderwijs (geschiedenis). Sinds 1994 is ze aan het werk op de nieuwsdienst van de VRT: daar deed ze voornamelijk productie en research voor onder andere Het Journaal, Terzake en De zevende dag. Daarna deed ze journalistiek werk voor de Zevende Dag, Karrewiet en van 2003 tot 2012 voor het Journaal. Ann De Bie was er gespecialiseerd in algemene verslaggeving met als onderwerpen Antwerpen en cultuur en af en toe deed ze ook juridische verslaggeving.